# Попа, Чипрьян
Константин Чипрьян По́па (рум. Constantin Ciprian Popa; 15 июля 1980, Васлуй) — румынский гребец-каноист, выступал за сборную Румынии во второй половине 2000-х годов. Участник летних Олимпийских игр в Пекине, серебряный и бронзовый призёр чемпионатов мира, чемпион Европы, победитель многих регат национального и международного значения.

## Биография
Чипрьян Попа родился 15 июля 1980 года в городе Васлуй. Активно заниматься греблей начал с раннего детства, проходил подготовку вместе со своим братом-близнецом Лореданом.
Первого серьёзного успеха на взрослом международном уровне добился в 2005 году, когда попал в основной состав румынской национальной сборной и побывал на чемпионате Европы в польской Познани, откуда привёз награду бронзового достоинства, выигранную в зачёте четырёхместных каноэ на дистанции 1000 метров. Кроме того, в этом сезоне в той же дисциплине получил серебро на чемпионате мира в хорватском Загребе. Два года спустя выступил на мировом первенстве в немецком Дуйсбурге, где стал бронзовым призёром в полукилометровой гонке четырёхместных экипажей.
В 2008 году на европейском первенстве в Милане Попа завоевал золотую награду в четвёрках на пятистах метрах и благодаря череде удачных выступлений удостоился права защищать честь страны на летних Олимпийских играх в Пекине. Вместе с напарником Николае Флоча стартовал в двойках на дистанции 1000 метров, сумел дойти до финальной стадии турнира, однако в решающем заезде финишировал лишь четвёртым, немного не дотянув до призовых позиций. Вскоре по окончании этих соревнований принял решение завершить карьеру профессионального спортсмена, уступив место в сборной молодым румынским гребцам.